# Otoci Orud i Mačaknar
Otoci Orud i Mačaknar este o arie protejată (sit de importanță comunitară — SCI) din Croația întinsă pe o suprafață de 77,57 ha, integral marine.

## Localizare
Centrul sitului Otoci Orud i Mačaknar este situat la coordonatele 43°24′54″N 16°07′55″E / 43.415°N 16.132°E.

## Înființare
Situl Otoci Orud i Mačaknar a fost declarat sit de importanță comunitară în iulie 2013 pentru a proteja un număr necunoscut de specii din flora spontană și fauna sălbatică aflate în arealul zonei.

## Biodiversitate
Situată în ecoregiunea marină mediteraneană, aria protejată conține 2 habitate naturale: Recifuri, Straturi cu Posidonia (Posidonion oceanicae).
La baza desemnării sitului se află un număr nedeclarat de specii protejate.